# Haacht
Haacht ist eine Gemeinde im nördlichen Teil des Dijlelandes in der Provinz Flämisch-Brabant im Königreich Belgien. Diese Gemeinde in Flandern hat 15.261 Einwohner. Sie liegt am linken Ufer der Dijle und besteht aus dem Hauptort und den beiden Ortsteilen Tildonk und Wespelaar.
Löwen liegt 12 Kilometer südöstlich, Mechelen 13 km nordwestlich, Brüssel etwa 24 km südwestlich und Antwerpen 30 km nordwestlich.
Die nächsten Autobahnabfahrten befinden sich bei Weerde an der A1/E 19 im Westen und bei Holsbeek an der A2 im Osten. 

Die Gemeinde besitzt einen Regionalbahnhof an der Bahnlinie Mechelen – Löwen; weitere befinden sich u. a. in Aarschot, Löwen, Kortenberg und Mechelen. 

Der ca. 13 km entfernte Flughafen Brüssel National nahe der Hauptstadt ist der nächste internationale Flughafen.

## Wappen
Beschreibung: In Silber drei (2,1) gestellte oberhalbe rote Lilien. Auf dem oberen Schildrand ruht ein Spangenhelm mit rot-silbernen Helmdecken. Die Helmzier ist ein silberner offener Flug im rot-silbernen Wulst gesteckt.

## Weblinks

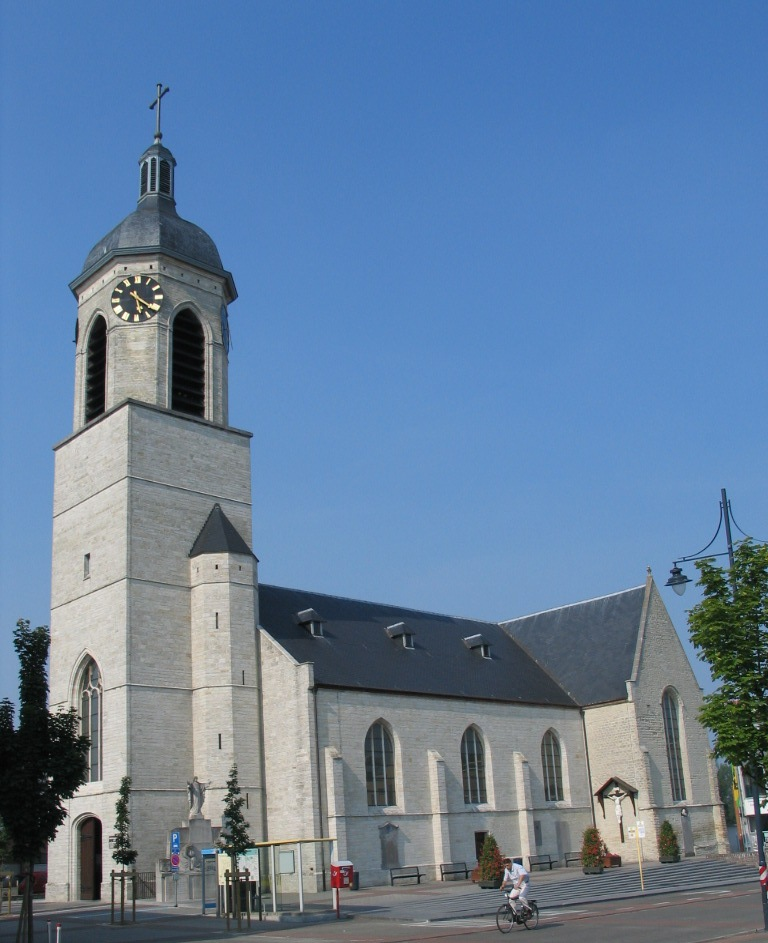
St. Remigiuskirche